# Buitenkaag
Buitenkaag est un village d'environ 420 habitants (2002) situé dans la commune néerlandaise de Haarlemmermeer dans la province de la Hollande-Septentrionale.
Buitenkaag est situé dans l'extrême sud du polder du Haarlemmermeer, à la frontière avec la Hollande-Méridionale, sur le Ringvaart et sur la digue circulaire du polder. En face de Buitenkaag sont situés les Kagerplassen et l'île de Kaag, accessible seulement en bac depuis Buitenkaag.

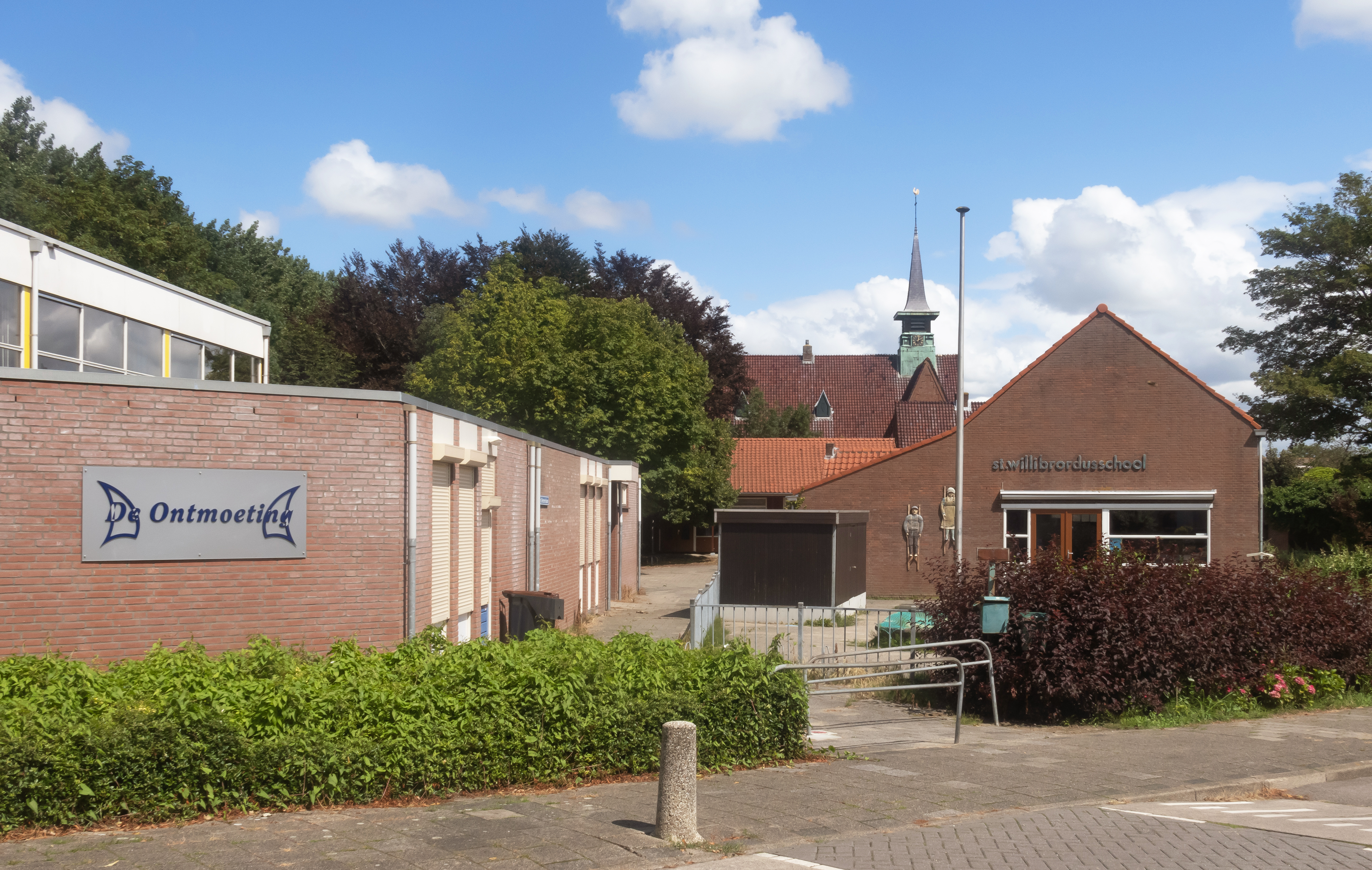
La maison de village, l'église (Kerkcomplex Joannes Evangelist) et l'école

Près de Buitenkaag, le Hoofdvaart communique avec le Ringvaart. À cet endroit on trouve la station de pompage de Leeghwater, appelé ainsi en l'honneur de l'ingénieur hydrographe Jan Adriaanszoon Leeghwater. Par ailleurs, le village s'appelait Leeghwaterbuurt jusque dans les années 1960 ; à cette époque, le nom de Buitenkaag devient officiel.
L'église saint Jean l'Évangéliste date de 1930. Construite dans le style architectural de l'école d'Amsterdam, cette église est inscrite sur la liste des monuments historiques.

## Source
- (nl) Cet article est partiellement ou en totalité issu de l’article de Wikipédia en néerlandais intitulé « Buitenkaag » (voir la liste des auteurs).